# Yahoo! Messenger
Yahoo! Messenger byl instant messaging systém umožňující komunikaci prostřednictvím výměny textových zpráv, video přenos, chat, sdílení fotek, volání a další. Tento protokol byl spjat s americkým portálem Yahoo!. Oficiální klient byl poskytován pro operační systémy Windows, Linux a macOS, protokol podporovali také další komunikační programy jako Gaim, Miranda IM a Trillian. Služba Yahoo! Messenger byla ukončena ke dni 17. července 2018.